# Río Calera
Le Río Calera est une rivière du nord-ouest de l'Argentine, qui coule dans la province de Tucumán. C'est un affluent du Río Dulce dans lequel il se jette en rive gauche. Il fait donc partie du bassin endoréique de la Mar Chiquita.

## Géographie
Il naît dans les versants occidentaux relativement secs de la Sierra de Medina qui bordent à l'est la grande oasis de Tucumán.
Son parcours s'effectue globalement du nord-est vers le sud-ouest. Il rejoint ainsi le Río Dulce (qui coule du nord au sud) au niveau de la petite ville d'Alta Gracia, à quelque 12 kilomètres au nord (en amont) de San Miguel de Tucumán.
La surface totale de son bassin versant est de 1.189 kilomètres carrés. Le débit final, au niveau du confluent avec le río Dulce est de 0,61 m3/s. Son bassin versant compte 17 cours d'eau.

## Hydrométrie - Les débits mensuels à El Sunchal
Le río Calera a un régime permanent de type pluvial, avec un débit maximal pendant les mois d'été (janvier à mars). 
Les débits de la rivière ont été observés sur une période de 3 ans (1949-1951) à la station hydrométrique du barrage d'El Sunchal situé en province de Tucumán, à 25 kilomètres de son confluent avec le río Dulce, et ce pour une superficie prise en compte de 460 km2. 
À El Sunchal, le débit annuel moyen ou module observé sur cette période était de 0,51 m3/s.
La lame d'eau écoulée dans le bassin versant de la rivière atteint ainsi le chiffre de 
36 millimètres par an, ce qui peut paraître faible, mais est normal dans cette région relativement peu arrosée.